# La Malédiction d'Arkham
Série Corman-Poe
Le Corbeau
(1963) Le Masque de la mort rouge
(1964)
Pour plus de détails, voir Fiche technique et Distribution.
La Malédiction d’Arkham (The Haunted Palace) est un film fantastique américain de Roger Corman, sorti en 1963 et inspiré du roman L'Affaire Charles Dexter Ward (The Case of Charles Dexter Ward) d'H. P. Lovecraft et du poème Le Palais hanté d’Edgar Allan Poe..

## Synopsis
En 1765, à Arkham, Joseph Curwen (Vincent Price) s'apprête à offrir une jeune femme à Yog-Sothoth afin qu'il se reproduise. Il en est empêché par une foule qui l'immole en l'attachant à un arbre. Il jure, avant de mourir, de revenir se venger. 
Dans les années 1870, Charles Dexter Ward (interprété aussi par Vincent Price), marié à Ann (Debra Paget), arrive à Arkham pour prendre possession de l'héritage de son ancêtre Curwen. Ward est fasciné par un portrait de son ancêtre et par leur ressemblance. Le portrait est en fait la porte utilisée par l'âme de Curwen pour revenir et il s'empare du corps de Ward. 
L'ancien assistant de Curwen, Simon Orne (Lon Chaney) reprend alors du service et apporte le Necronomicon à son maître afin qu'il puisse reprendre ses invocations en vue de créer une race hybride. Il tente cependant d'éloigner l'épouse de son descendant qui refuse de partir et d'abandonner son mari qu'elle sait être quelque part dans le corps possédé. 
Curwen entreprend alors de se venger des descendants de ceux qui l'ont brûlé vif en les immolant à son tour. Il ressuscite ensuite sa maîtresse morte depuis un siècle à l'aide de son grimoire, puis il attache Ann au même autel de sacrifice que dans la première scène et entreprend d'invoquer à nouveau Yog-Sothoth avec le Necronomicon. 
À nouveau, une foule de villageois attaque le manoir, bien décidée à le brûler définitivement. Dans l'incendie, le portrait est détruit ; le lien entre Curwen et Ward est brisé permettant au couple de s'enfuir. Dans la dernière scène, Ward, appuyé sur l'arbre où son ancêtre a brûlé, affirme qu'il est redevenu lui-même, cependant, le dernier plan montre Vincent Price maquillé comme Curwen et non comme Ward.

## Fiche technique
Source : IMDb
- Titre original : The Haunted Palace ; The Haunted Village
- Titre français : La Malédiction d’Arkham
- Réalisation : Roger Corman, assisté de Paul Rapp
- Scénario : Charles Beaumont d’après L'Affaire Charles Dexter Ward (The Case of Charles Dexter Ward) d'H. P. Lovecraft et Le Palais hanté d’Edgar Allan Poe
- Direction artistique : Daniel Haller
- Maquillage : Ted Coodley, Lorraine Roberson
- Photographie : Floyd Crosby
- Son : John Bury Jr., Gene Corso
- Montage : Ronald Sinclair
- Musique : Ronald Stein
- Producteur : Roger Corman ; Ronald Sinclair (associé) ; Samuel Z. Arkoff, James H. Nicholson (en) (exécutifs)
- Société de production : La Honda Productions,  American International Pictures
- Société de distribution : American International Pictures
- Pays d’origine : États-Unis
- Format : Couleurs - 35 mm (Panavision) - 2,35:1 - Son mono
- Genre : fantastique, horreur
- Durée : 87 minutes
- Dates de sortie :
  - États-Unis : 28 août 1963
  - France : 3 juin 1970

## Distribution
Source : IMDb
- Vincent Price : Charles Dexter Ward / Joseph Curwen
- Debra Paget : Ann Ward
- Frank Maxwell (en) : Ian Willet / Dr Willet
- Lon Chaney Jr. : Simon Orne
- Leo Gordon : Edgar Weeden/Ezra Weeden
- Elisha Cook Jr. : Gideon Smith / Micah Smith
- John Dierkes : Benjamin West / Mr. West
- Cathie Merchant : Hester Tillinghast
- Milton Parsons : Jabez Hutchinson
- Bruno VeSota : Bruno le barman
- Darlene Lucht : une victime
- Guy Wilkerson (en) : Gideon Leach / Mr. Leach
- I. Stanford Jolley (en) : Carmody, l’entraîneur
- Barboura Morris (en) : Mrs. Weeden
- Harry Ellerbe : un prêtre

## Autour du film
- La Malédiction d’Arkham est la sixième des huit adaptations d'histoires d'Edgar Allan Poe réalisées par Roger Corman entre 1961 et 1965. Les autres furent :

1. La Chute de la maison Usher
2. La Chambre des tortures
3. L'Enterré vivant
4. L'Empire de la terreur
5. Le Corbeau
6. La Malédiction d'Arkham
7. Le Masque de la mort rouge
8. La Tombe de Ligeia

- En effet, Corman ayant désiré s’éloigner de l’univers d’Edgar Allan Poe, le film est une nouvelle de H. P. Lovecraft, mais La société de production American International Pictures ne prit cependant pas de risques et utilisa, contre l’avis de Corman, le titre du poème de Poe, The Haunted Palace (soit, Le Palais hanté dans la traduction française de Stéphane Mallarmé), afin de rester dans la ligne des récents succès du réalisateur. Ce poème n’est cité qu’à deux reprises durant le film, une première fois après la mort de Joseph Curwen puis par un intertitre déroulant lors de l'arrêt sur image du dernier plan.
- Arkham est une ville imaginaire du Massachusetts dans laquelle se déroulent de nombreuses nouvelles de Lovecraft. Elle sert notamment de cadre à la nouvelle La Couleur tombée du ciel publiée en 1927.
- Toujours dans l’univers de Lovecraft, Joseph Curwen utilise le Necronomicon pour ramener à la vie sa compagne Hester, mais aussi pour permettre aux Grands Anciens tels que Cthulhu ou Yog-Sothoth d’ouvrir un portail vers notre monde.